# Acampsis hunanensis
Acampsis hunanensis är en stekelart som beskrevs av Chen och He 1992. Acampsis hunanensis ingår i släktet Acampsis och familjen bracksteklar. Inga underarter finns listade i Catalogue of Life.